# 暗殺事件の一覧
暗殺事件の一覧（あんさつじけんのいちらん）は、人類の歴史のなかで暗殺（広義も含む）とされる事件を列挙したものである。

## 紀元前
- 紀元前2333年 - エジプト第6王朝初代ファラオテティ暗殺。首謀者は次のファラオ、ウセルカラーとされる。
- 紀元前2307年 - バビロニア・アッカド朝第二代王リムシュ、廷臣により暗殺。記録に残る最古の暗殺。
- 紀元前1962年 - エジプト第12王朝初代ファラオアメンエムハト1世暗殺。
- 紀元前599年 - 陳の霊公が夏徴舒により暗殺される。
- 紀元前579年 - ローマ王タルクィニウス・プリスクス暗殺。
- 紀元前548年 - 斉の荘公が宰相の崔杼により暗殺される。
- 紀元前534年 - ローマ王セルウィウス・トゥッリウス暗殺。次王タルクィニウス・スペルブス（尊大なタルクィニウス）が実行。妃トゥッリア（セルウィウスの娘）が殺害。
- 紀元前515年 - 呉王僚暗殺。首謀者は公子光（闔閭）とその家臣伍子胥。実行犯は専諸（魚腸剣の故事）。
- 紀元前397年 - 聶政が韓の宰相・侠累（韓傀）を暗殺。
- 紀元前381年 - 呉起が楚の宮中にて暗殺される。
- 紀元前338年 - アケメネス朝ペルシア王アルタクセルクセス3世、宦官のバゴアス（英語版）により毒殺。
- 紀元前336年 - マケドニア王ピリッポス2世暗殺。息子アレクサンドロス3世による説もある。
- 紀元前330年 - マケドニア軍副総司令官のパルメニオンが東方遠征中に起きたアレキサンドロス3世暗殺未遂事件が原因で、信頼していた3人の友人により暗殺。黒幕はアレキサンドロス3世。
- 紀元前320年 - ディアドコイの1人であるペルディッカスが部下のペイトン、アンティゲネス、セレウコス(後のセレウコス1世)らにより暗殺。
- 紀元前317年12月25日 - アレキサンドロス4世の共同統治者であるピリッポス3世がアレキサンドロス大王の母オリュンピアスにより暗殺。
- 紀元前316年 - オリュンピアスがカッサンドロスの命を受けた兵士らによって暗殺。
- 紀元前309年 - アレキサンドロス大王の嫡子でアルゲアス朝マケドニアの最後の王アレキサンドロス4世が母のロクサネと共にカッサンドロスの命を受けたグラウキアスによって毒殺。
- 紀元前281年 - セレウコス朝の創始者セレウコス1世(最後のディアドコイ)がプトレマイオス朝初代ファラオプトレマイオス1世の息子プトレマイオス・ケラウノスによりリュシマキアの陣営で暗殺。
- 紀元前238年 - 楚の春申君が李園に暗殺される。
- 紀元前209年 - 頭曼単于が息子冒頓単于により暗殺される。
- 紀元前206年 - 楚の義帝（羋心）が項羽の命を受けた英布により暗殺される。
- 紀元前204年 - プトレマイオス朝の女王アルシノエ3世、廷臣のクーデターにより暗殺。
- 紀元前204年 - プトレマイオス朝のファラオプトレマイオス4世急死。ソシビオスによる暗殺説もある。
- 紀元前194年 - 趙王劉如意が呂雉一派に毒殺される。
- 紀元前184年5月11日 - 前漢前少帝が呂雉一派に毒殺される。
- 紀元前180年閏9月29日 - 前漢少帝弘が皇族元勲一派に毒殺される。
- 紀元前154年 - 呉王劉濞が東甌王に暗殺される。
- 紀元前133年 - グラックス兄弟の兄ティベリウス・グラックス暗殺。
- 紀元前101年 - プトレマイオス朝の女王クレオパトラ3世、息子のプトレマイオス10世により暗殺。
- 紀元前80年 - プトレマイオス朝の女王ベレニケ3世、夫のプトレマイオス11世により暗殺される。
- 紀元前48年9月29日 - グナエウス・ポンペイウス暗殺。
- 紀元前44年3月15日 - ガイウス・ユリウス・カエサル暗殺。犯行の首謀者はマルクス・ユニウス・ブルトゥスとガイウス・カッシウス・ロンギヌス。
- 紀元前43年12月7日 - マルクス・トゥッリウス・キケロ、マルクス・アントニウス派により暗殺。
- 紀元前41年 - プトレマイオス朝ファラオアルシノエ4世、アントニウス派により暗殺。
- 紀元前30年8月23日 - プトレマイオス朝最後のファラオプトレマイオス15世、オクタウィアヌスにより暗殺。

## 1〜5世紀
- 5年12月16日 - 前漢皇帝平帝が王莽により毒殺される。
- 23年7月1日 - 小ドルスス暗殺。セイヤヌスによる犯行と後に発覚。
- 41年1月24日 - ローマ皇帝カリグラ、親衛隊により暗殺。その妻子も同時に殺害される。
- 59年3月23日 - 小アグリッピナ、息子のローマ皇帝ネロにより暗殺。
- 69年1月15日 - ローマ皇帝ガルバ、養子ピソ（英語版）と共に親衛隊により暗殺。黒幕は次の皇帝オト。
- 96年9月18日 - ローマ皇帝ドミティアヌス暗殺。犯人は姪ユリア・ドミティアの執事ステファヌス。
- 146年閏6月1日 - 後漢皇帝質帝が梁冀により毒殺される。
- 189年8月29日 - 後漢大将軍何進が十常侍により暗殺。
- 190年1月12日 - 後漢皇帝少帝辯とその生母何太后、後漢の群雄董卓により毒殺。
- 192年4月23日 - 董卓、養子の呂布らにより暗殺。
- 192年12月31日 - ローマ皇帝コンモドゥス暗殺。ネルウァ＝アントニヌス朝の断絶とローマ内戦（五皇帝の年）の始まり。
- 193年3月28日 - ローマ皇帝ペルティナクス、近衛兵により暗殺。先帝コンモドゥスの将軍。
- 193年6月1日 - ローマ皇帝ディディウス・ユリアヌス、近衛兵により暗殺。
- 200年4月4日 - 呉の孫策が許貢の残党に襲撃され重傷を負い、同年に死亡。
- 204年 - 孫権の弟孫翊が部下の嬀覧、戴員に唆された辺洪により暗殺。
- 211年12月26日 - ローマ皇帝ゲタ、兄の共同皇帝カラカラと結んだ百人隊長によって暗殺。
- 217年4月6日 - ローマ皇帝カラカラ、パルティア遠征中に親衛隊長官により暗殺。
- 221年 - 蜀の将軍張飛が出陣準備中に部下の范彊、張達により殺害。
- 222年3月11日 - ローマ皇帝マルクス・アウレリウス・アントニヌス（通称エラガバルスあるいはヘリオガバルス）、近衛兵によって暗殺。
- 235年3月18日/3月19日 - ローマ皇帝アレクサンデル・セウェルス、反乱軍によって暗殺。セウェルス朝断絶と軍人皇帝時代（3世紀の危機）の始まり。
- 253年 - 蜀の宰相費禕が宴席で魏の降将郭循により刺殺。
- 253年 - 呉の丞相諸葛恪、孫峻のクーデターにより殺害。
- 260年5月7日 - 魏の第4代皇帝曹髦、賈充とその部下成済により殺害（甘露の変）。
- 264年 - 魏の将軍鄧艾・鄧忠父子が逮捕されて都へ護送中に衛瓘に唆された田続により暗殺。
- 267年 - ローマ東方地区司令官セプティミウス・オダエナトゥス、息子ヘロディアヌス（ドイツ語版）と共に暗殺。犯人は甥のマエオニウス（英語版）。
- 340年 - ローマ皇帝コンスタンティヌス2世殺害。
- 350年1月18日 - ローマ皇帝コンスタンス1世殺害。犯人はマグネンティウス。
- 385年8月26日 - 前秦第3代皇帝苻堅、後秦の姚萇により暗殺。
- 396年9月20日 - 東晋第9代皇帝孝武帝暗殺。犯人は張貴人。
- 400年代初頭 - 大山守皇子、大鷦鷯皇子（後の仁徳天皇）により暗殺。
- 402年12月26日 - 東晋の皇族で孝武帝の弟司馬道子暗殺。
- 409年10月13日 - 北魏初代皇帝道武帝暗殺。犯人は次男の拓跋紹。
- 418年12月27日 - 東晋第10代皇帝安帝暗殺。犯人は劉裕。
- 421年9月30日 - 元東晋第11代皇帝恭帝暗殺。犯人は劉裕。
- 424年6月24日 - 宋第2代皇帝少帝、廃位・幽閉された後暗殺。犯人は司空徐羨之。
- 452年2月5日 - 北魏第3代皇帝太武帝暗殺。犯人は宦官の宗愛。
- 452年10月1日 - 北魏の宦官宗愛が自身で擁立した南安王拓跋余を暗殺。
- 453年2月21日 - 宋第3代皇帝文帝暗殺。犯人は長男の劉劭。
- 454年2月1日 - 安康天皇が大草香皇子を謀殺してその妻を奪う。
- 454年9月21日 - 西ローマ帝国将軍アエティウス、皇帝ウァレンティニアヌス3世により暗殺。
- 455年3月16日 - ウァレンティニアヌス3世、アエティウスの元部下により暗殺。
- 456年8月9日 - 安康天皇が大草香皇子の遺児・眉輪王（7歳）により暗殺。
- 465年11月29日 - 宋第5代皇帝劉子業（前廃帝）暗殺。犯人は叔父の劉彧（後の第6代皇帝明帝）、阮佃夫、李道児ら。
- 477年7月7日 - 宋第7代皇帝劉昱（後廃帝）暗殺。犯人は蕭道成。
- 479年5月18日 - 宋第8代皇帝順帝、蕭道成に帝位を禅譲した後暗殺される。宋は滅亡し斉が建国。
- 480年 - 西ローマ皇帝ユリウス・ネポス、護衛兵によって暗殺。
- 493年3月15日 - ゲルマン人族長オドアケル、ラヴェンナで暗殺。

### 軍人皇帝時代のローマの暗殺
- 238年5月10日 - ローマ皇帝マクシミヌス・トラクス、息子の共同皇帝マクシムス、側近たちと共に親衛隊によって暗殺。
- 238年7月29日 - ローマ皇帝プピエヌス・マクシムスとバルビヌス、近衛隊により暗殺。
- 249年 - ローマ皇帝ピリップス・アラブスの共同皇帝ピリップス2世、親衛隊によって暗殺。
- 253年8月 - ローマ皇帝トレボニアヌス、息子の共同皇帝ウォルシアヌスと共に自軍内で暗殺。
- 253年11月頃 - ローマ皇帝アエミリアヌス、自軍内で暗殺。
- 268年 - ローマ皇帝ガッリエヌス、クラウディウス・ゴティクス、アウレリアヌスに暗殺される。
- 275年9月/10月 - ローマ皇帝アウレリアヌス、秘書のエロスにより毒殺。
- 276年 - ローマ皇帝フロリアヌス、部下により暗殺。
- 282年 - ローマ皇帝プロブス、自軍の兵士により暗殺。
- 284年11月 - ローマ共同皇帝ヌメリアヌス、ペルシア戦役からの帰還中謀殺。
- 285年7月 - ローマ皇帝カリヌス、クーデターにより殺害。

## 6〜10世紀
- 528年2月25日 - 北魏第8代皇帝孝明帝毒殺。犯人は母の霊太后。
- 530年9月25日 - 北魏の外戚爾朱栄、北魏第9代皇帝孝荘帝により暗殺。
- 530年12月13日 - 孝荘帝、爾朱栄の甥爾朱兆らにより廃位された後暗殺。
- 532年5月3日 - 北魏第11代皇帝元恭（前廃帝）、高歓により廃位された後暗殺。
- 532年11月14日 - 北魏第12代皇帝元朗（後廃帝）、高歓により廃位された後暗殺。
- 534年閏12月15日 - 北魏第13代皇帝孝武帝、宇文泰により毒殺。北魏は東魏・西魏に分裂。
- 575年 - アウストラシア王シギベルト1世暗殺。犯人は異母弟のネウストリア王キルペリク1世の刺客。
- 580年 - キルペリク1世の元王妃アウドヴェラ、元召使いでキルペリク1世の3番目の王妃フレデグンドが差し向けた下僕により暗殺。
- 584年9月 - キルペリク1世、刺客に襲われ暗殺。
- 587年6月7日 - 穴穂部皇子暗殺。犯人は蘇我馬子の命を受けた佐伯丹経手・土師磐村・的真噛ら。翌8日に従兄弟の宅部皇子も暗殺。
- 592年11月3日 - 崇峻天皇暗殺。犯人は蘇我馬子の命を受けた東漢駒。
- 618年3月11日 - 隋の第2代皇帝煬帝、末子楊杲と共に暗殺。犯人は宇文化及・宇文智及兄弟や裴虔通ら。
- 626年6月4日 - 唐の皇太子李建成と弟の李元吉が李世民（後の太宗）に暗殺され、父親の高祖・李淵も李世民への譲位を余儀なくされる（玄武門の変）。
- 644年11月3日 - イスラム共同体（イスラム帝国）第2代正統カリフ・ウマル暗殺。
- 645年6月12日 - 蘇我入鹿暗殺。犯人は中大兄皇子、中臣鎌足ら。大化の改新につながるクーデター（乙巳の変）。
- 651年 - サーサーン朝の王ヤズデギルド3世、ホラーサーンで暗殺。サーサーン朝滅亡。
- 656年6月17日 - イスラム共同体第3代正統カリフ・ウスマーン暗殺。
- 661年1月27日 - イスラム共同体第4代正統カリフ・アリー暗殺。
- 668年9月15日 - 東ローマ帝国皇帝コンスタンス2世、重臣によって刺殺。
- 675年 - フランク王キルデリク2世、ネウストリア貴族により暗殺。
- 710年6月2日 - 唐の第6代皇帝中宗、韋皇后と娘の安楽公主により毒殺。
- 711年12月11日 - ユスティニアノス2世、クーデターにより殺害。ヘラクレイオス王朝の断絶。
- 713年 - 東ローマ皇帝フィリピコス・バルダネス、反乱軍によって殺害。
- 750年8月5日 - ウマイヤ朝第14代カリフ・マルワーン2世、ザーブ河畔の戦いでアッバース軍に敗れ逃亡先のエジプトで暗殺。ウマイヤ朝は滅亡しアッバース朝が誕生（アッバース革命）。
- 757年1月5日 - 安史の乱の首謀者で燕の初代皇帝安禄山、息子の安慶緒により暗殺。
- 759年3月9日 - 安慶緒、父の部下史思明により暗殺。
- 761年3月9日 - 史思明、息子の史朝義により暗殺。
- 762年10月22日 - 唐の宦官李輔国が唐の第11代皇帝代宗の放った刺客により暗殺
- 764年 - 唐の宦官程元振が代宗の放った刺客により暗殺
- 785年9月24日 - 藤原種継暗殺。犯人は大伴継人ら。
- 815年6月3日 - 唐の宰相武元衡が淮南西道節度使の呉元済の放った刺客により暗殺
- 820年12月24日 - 東ローマ皇帝レオーン5世、次代の皇帝ミカエル2世派によって暗殺。
- 827年12月8日 - 唐の第16代皇帝敬宗が宦官の劉克明により暗殺。
- 867年9月23日/9月24日 - 東ローマ皇帝ミカエル3世、共同皇帝バシレイオス1世によって暗殺される。
- 882年12月16日 - ローマ教皇ヨハネス8世暗殺。
- 897年8月 - ローマ教皇ステファヌス6世、暴動を起こした民衆に捕らえられ殺害。2代前の教皇フォルモススの死体を掘り起こし、裁判にかけたことに対する反発が原因（死体裁判）。
- 904年8月11日 - 唐の第22代皇帝昭宗暗殺。犯人は朱全忠の仮子朱友恭と氏叔琮。
- 908年2月22日 - 元唐の第23代皇帝哀帝（済陰王）毒殺。犯人は朱全忠。
- 912年6月2日 - 朱全忠、息子の朱友珪により暗殺。
- 921年9月15日 - ボヘミア公ヴァーツラフ1世の祖母リュドミラ、ヴァーツラフ1世の母ドラホミーラ（英語版）が放った刺客により暗殺。
- 935年9月28日 - ヴァーツラフ1世暗殺。犯人は弟のボレスラフ1世。
- 942年12月17日 - ノルマンディー公ギヨーム1世、フランドル伯アルヌルフ1世の部下により暗殺。
- 966年12月19日 - レオン王サンチョ1世、ガリシア貴族により毒殺。
- 969年12月10日 - 東ローマ皇帝ニケフォロス2世フォカス、ヨハネス1世ツィミスケスのクーデターによって暗殺される。
- 978年3月18日 - イングランド王エドワード殉教王、継母エルフリーダによって暗殺。

## 11〜15世紀
- 1002年1月23日 - ザクセン朝神聖ローマ皇帝オットー3世、ローマで毒殺（マラリアによる病死説も）。
- 1025年 -  後ウマイヤ朝第8代カリフ・ムハンマド3世、廃位され、逃亡中に家臣によって毒殺。
- 1029年5月13日 - カスティーリャ伯ガルシア・サンチェス暗殺。
- 1034年11月25日 - スコットランド王マルカム2世、反対派によって暗殺。
- 1040年8月14日 - スコットランド王ダンカン1世暗殺。犯人は従弟のマクベス。
- 1052年5月6日 - トスカーナ辺境伯ボニファーチオ・ディ・カノッサ（マティルデ・ディ・カノッサの父）暗殺。
- 1058年3月17日 - スコットランド王ルーラッハ暗殺。犯人は次の王マルカム3世。
- 1072年10月7日 - カスティーリャ王サンチョ2世暗殺。弟のレオン王アルフォンソ6世と姉ウラカが共謀したと疑われた。
- 1076年2月27日 - 下ロートリンゲン公ゴットフリート4世（マティルデ・ディ・カノッサの夫）暗殺。
- 1076年6月4日  - ナバラ王サンチョ・ガルセス4世暗殺。
- 1092年10月14日 - セルジューク朝の宰相ニザームルムルク、ニザール派の刺客に刺殺される。
- 1094年11月12日 - スコットランド王ダンカン2世暗殺。犯人は叔父のドナルド3世。
- 1109年2月3日 - 源義忠暗殺。犯人は平成幹、黒幕は義忠の叔父源義光（源義忠暗殺事件）。
- 1127年3月2日 - フランドル伯シャルル1世、エランバル家の刺客に暗殺される。
- 1131年1月7日 - シュレースヴィヒ公クヌーズ・レーヴァート暗殺。犯人はスウェーデン王マグヌス1世。
- 1146年9月14日 - モースルとアレッポのアタベクでザンギー朝の始祖ザンギー、奴隷によって暗殺。
- 1149年12月9日 - 金の第3代皇帝熙宗、従弟の迪古乃（後の海陵王）のクーデターで殺害される。
- 1156年12月25日 - スウェーデン王スヴェルケル1世暗殺。
- 1157年8月9日 - デンマーク王クヌーズ5世、ロスキレでスヴェン3世の刺客に暗殺される。
- 1160年1月3日 - 源義朝、平治の乱に敗れ尾張へ逃れるが、譜代家臣の長田忠致に背かれ殺される。
- 1160年5月18日 - スウェーデン王エリク9世暗殺。犯人は次の王マグヌス2世。
- 1161年11月27日 - 金の第4代皇帝海陵王、南宋への遠征中に配下の完顔元宜によって殺害。
- 1170年12月29日 - カンタベリー大司教トマス・ベケット（トマス・ア・ベケット）暗殺。イングランド王ヘンリー2世の部下の騎士たちによる。
- 1180年11月4日 - 佐竹義政、上総広常により暗殺。
- 1183年 - 足利俊綱、桐生六郎に暗殺。
- 1183年10月 - 東ローマ皇帝アレクシオス2世コムネノス暗殺。
- 1183年12月20日 - 上総広常、源頼朝の命令で梶原景時によって謀殺される。
- 1184年6月16日 - 一条忠頼、源頼朝の命令で天野遠景によって謀殺される。
- 1189年9月3日 - 藤原泰衡、奥州合戦に敗れ逃亡中に部下の河田次郎に裏切られ殺害。
- 1192年4月28日 - モンフェラート侯爵コンラート1世、暗殺教団によって暗殺。
- 1203年4月3日 - イングランド王位継承者アーサー・オブ・ブリタニー、ジョン王派のウィリアム・ド・ブラオス（英語版）によって暗殺。
- 1203年6月23日 - 阿野全成暗殺。犯人は甥の鎌倉幕府第2代将軍源頼家の刺客八田知家。7月16日に息子の阿野頼全も源仲章に殺害された。
- 1203年9月2日 - 源頼家の外戚比企能員、北条時政の謀略により暗殺。一族もことごとく殺害、頼家も将軍職を追放された（比企能員の変）。
- 1204年1月1日 - ノルウェー王ホーコン3世、反国王派によって暗殺。
- 1204年1月 - 東ローマ皇帝アレクシオス4世アンゲロスと先々帝で父親のイサキオス2世アンゲロス、十字軍に不満を持つ次帝アレクシオス5世ドゥーカスによって殺害。
- 1204年7月18日 - 前将軍源頼家が北条氏の差し金により暗殺される。
- 1205年8月2日 - 平賀朝雅暗殺。犯人は北条政子・義時姉弟の命令を受けた山内首藤通基。事件前に朝雅の妻の両親北条時政・牧の方も失脚（牧氏事件）。
- 1207年11月3日 - 南宋の平章軍国事韓侂冑が礼部侍郎史弥遠らによって暗殺される。金との戦争に敗北し、金国より開戦責任者である韓侂冑の首級を講和条件として提示されたため（開禧用兵）。
- 1208年6月21日 - 神聖ローマ皇帝フィリップ、バイエルン宮中伯オットー8世（ドイツ語版）によって暗殺。
- 1213年8月25日 - 金の第7代皇帝衛紹王、将軍胡沙虎の反乱で幽閉され、宦官の李思中により毒殺。
- 1213年9月28日 - ハンガリー王アンドラーシュ2世の妃ゲルトルート、バーンク・バーンにより殺害。
- 1219年1月27日 - 鎌倉幕府第3代将軍源実朝が側近源仲章と共に甥の公暁により刺殺される。直後に公暁も殺害された。
- 1220年4月14日 - 公暁の異母弟禅暁暗殺。
- 1224年 - ムワッヒド朝第6代アミール・アブドゥル・ワーヒド1世、シャイフにより暗殺。
- 1227年10月4日 - ムワッヒド朝第7代アミール・アブドゥッラー・アーディル、シャイフにより暗殺。
- 1227年11月24日 - ピャスト朝ポーランド大公レシェク1世暗殺。3度も廃位された上、反乱貴族討伐後の帰還中、重臣によって刺殺された。
- 1231年9月15日 - バイエルン公兼ライン宮中伯ルートヴィヒ1世暗殺。
- 1238年 - イブン・フード、アルメリアで市民により暗殺。
- 1241年9月23日 - アイスランドの政治家、詩人スノッリ・ストゥルルソン暗殺。アイスランド併合を目論むノルウェー王ホーコン4世の刺客。
- 1250年5月2日 - アイユーブ朝第8代スルタン・トゥーラーン・シャー、継母シャジャル・アッ＝ドゥッルが起こしたマムルークの反乱により殺害。アイユーブ朝は滅亡しマムルーク朝が誕生。
- 1260年10月24日 - マムルーク朝スルタン・ムザッファル・クトゥズ、アイン・ジャールートの戦いからの帰還途中、バイバルスに暗殺。
- 1263年9月12日 - リトアニア王ミンダウガス暗殺。
- 1270年3月17日 - モンフェラートのフィリップ、バイバルスが雇った刺客により暗殺。
- 1274年 - ハンガリー大貴族ケーセギ・ヘンリク、ハンガリー王ラースロー4世の後見人となるが、反対派によって殺害される。
- 1275年9月19日 - 南宋の外戚賈似道暗殺。犯人は会稽県尉鄭虎臣。
- 1282年3月18日 - 元初代皇帝世祖（クビライ）の側近のアフマド・ファナーカティー暗殺。犯人は皇太子チンキム派の王著・高和尚。
- 1290年7月10日 - ハンガリー王ラースロー4世暗殺。
- 1296年2月8日 - ピャスト朝ポーランド王プシェミスウ2世暗殺。
- 1305年4月23日 - 鎌倉幕府連署北条時村暗殺。犯人は一族の北条宗方とされるが真相は不明（嘉元の乱）。
- 1306年2月10日 - バデノッホ卿ジョン・カミン3世暗殺。犯人はロバート・ブルース（後のスコットランド王ロバート1世）。
- 1306年8月4日 - プシェミスル朝ポーランド・ハンガリー・ボヘミア王ヴァーツラフ3世暗殺。プシェミスル朝は断絶した。
- 1308年3月1日 - 神聖ローマ皇帝アルブレヒト1世、甥のハプスブルク家一族ヨハン・パリチーダにより暗殺。ハプスブルク家は一時衰微。
- 1314年1月21日 - ナスル朝第3代グラナダ王ムハンマド3世暗殺。犯人は弟のナスル。
- 1323年8月4日 - 元第5代皇帝英宗（シデバラ）暗殺。犯人は御史大夫テクシ（南坡の変）。
- 1325年7月8日 - ナスル朝第5代グラナダ王イスマーイール1世暗殺。犯人は従甥のムハンマド・ブン・イスマーイール。
- 1327年9月21日 - 元イングランド王エドワード2世、幽閉先で王妃イザベラ・オブ・フランスの密命を受けた刺客により殺害。
- 1333年8月25日 - ナスル朝第6代グラナダ王ムハンマド4世暗殺。犯人は部下のアブー・サービト、イブラーヒーム兄弟。
- 1335年8月12日 - 大塔宮護良親王、足利直義の命を受けた淵辺義博により殺害。
- 1351年2月26日 - 室町幕府初代将軍足利尊氏の執事高師直・高師泰兄弟、足利直義派の上杉能憲により暗殺。それぞれの息子高師夏と高師世も共に暗殺された。
- 1352年2月26日 - 足利直義、兄の足利尊氏により毒殺（『太平記』説）。
- 1354年10月19日 - ナスル朝第7代グラナダ王ユースフ1世暗殺。犯人は狂人とされる。
- 1358年11月10日 - 新田義興、関東管領畠山国清によって謀殺。
- 1362年4月27日 - ナスル朝第10代グラナダ王ムハンマド6世、カスティーリャ王ペドロ1世により殺害。
- 1375年8月26日 - 筑前守護少弐冬資、九州探題今川了俊によって謀殺（水島の変）。
- 1381年6月15日 - ワット・タイラー、ロンドン市長ウィリアム・ウォールワースによって刺殺。
- 1382年5月12日 - ナポリ女王ジョヴァンナ1世、ハンガリー王ラヨシュ1世の命を受けた遠縁のカルロ3世によって暗殺。
- 1385年12月18日 - ミラノの領主ベルナボ・ヴィスコンティ、甥のジャン・ガレアッツォ・ヴィスコンティにより毒殺。
- 1386年2月24日 - ハンガリー王となったナポリ王カルロ3世、派閥闘争に巻き込まれ殺害される。黒幕は元ハンガリー女王マーリアの母でラヨシュ1世の未亡人エリザベタ・コトロマニッチ。
- 1387年1月16日 - エリザベタ・コトロマニッチ、反対派に幽閉されて暗殺。
- 1388年10月3日 - 北元第3代皇帝トグス・テムル暗殺。犯人は皇族イェスデル。
- 1389年6月15日 - オスマン帝国スルタンムラト1世、偽って投降したセルビア貴族に刺殺される。
- 1397年9月8日 - グロスター公トマス・オブ・ウッドストック暗殺。黒幕は甥のイングランド王リチャード2世とされる。
- 1400年2月14日 - 元イングランド王リチャード2世、幽閉先のポンテフラクト城（英語版）で獄死。死因は餓死・自殺・他殺と諸説あり定かでない。
- 1400年6月5日 - ヴォルフェンビュッテル侯でドイツ対立王とされるフリードリヒ1世暗殺。犯人はヴァルデック伯ハインリヒ7世（英語版）。
- 1407年11月23日 - フランス王シャルル6世の弟オルレアン公ルイ・ド・ヴァロワ、従兄弟のブルゴーニュ公ジャン1世の郎党に暗殺される。
- 1412年5月16日 - ミラノ公ジョヴァンニ・マリーア・ヴィスコンティ暗殺。
- 1419年9月10日 - ブルゴーニュ公ジャン1世、従甥のフランス王太子シャルル（後のシャルル7世）の配下に暗殺される。
- 1437年2月21日 - スコットランド王ジェームズ1世暗殺。犯人はロバート・グラハム卿。
- 1440年5月15日・16日 - 三河・若狭・丹後守護一色義貫と伊勢守護土岐持頼、将軍足利義教の密命を受けた武田信栄・細川持常らによって殺害される。
- 1441年6月24日 - 将軍足利義教暗殺。犯人は播磨・備前・美作守護赤松満祐（嘉吉の乱）。
- 1447年 - ワラキア公ヴラド・ドラクル（ヴラド・ツェペシュの父）暗殺。黒幕はトランシルヴァニア公フニャディ・ヤーノシュとされる。
- 1449年10月27日 - ティムール朝第4代君主ウルグ・ベク暗殺。犯人は息子アブドゥッラティーフが差し向けた刺客。
- 1450年5月2日 - イングランド貴族サフォーク公ウィリアム・ド・ラ・ポール暗殺。国内の反対派か、敵対していたフランス側か、真相は不明。
- 1450年5月9日 - ティムール朝第5代君主アブドゥッラティーフ暗殺。犯人は前君主ウルグ・ベクの家来。
- 1454年12月27日 - 関東管領上杉憲忠、鎌倉公方足利成氏の命を受けた結城氏家臣多賀谷高経（後の朝経）・氏家兄弟によって暗殺される（享徳の乱）。
- 1461年 - 上野国人岩松持国・次郎父子暗殺。犯人は持国の従兄の岩松家純。
- 1462年12月29日 - 下総国人結城成朝暗殺。犯人は多賀谷朝経。
- 1471年5月21日 - 元イングランド王ヘンリー6世、政敵により暗殺。これによりランカスター朝は断絶した。
- 1476年12月26日 - ミラノ公ガレアッツォ・マリーア・スフォルツァ暗殺。
- 1482年5月27日 - 周防山口で開かれた大内政弘の酒宴にて守護代陶弘護が吉見信頼に暗殺される。通説では大内家臣団内部の争いが原因とされるが、主君・政弘を黒幕とする説もある。
- 1483年1月8日 - 信濃諏訪郡で諏訪大祝家の諏訪継満が、敵対する諏訪惣領家の諏訪政満とその子・若宮丸と政満の弟・原田小太郎らを酒宴において暗殺。
- 1486年7月26日 - 扇谷上杉家の執事太田道灌、主君・上杉定正の命により暗殺される。
- 1493年1月4日 - 信濃守護一族小笠原政秀・長貞父子暗殺。犯人は同族の小笠原定基。
- ボルジア家関係
黒幕はボルジア家と言われるが、いずれも確かな証拠はない。
  - 1495年2月25日 - オスマン帝国の帝位請求者ジェム・スルタン毒殺。ジェムはバヤズィト2世の弟で、兄と帝位を争って敗れ、イタリアに亡命していたが、ローマ教皇アレクサンデル6世の元で庇護を受ける。フランス軍に引き渡され、ナポリへ移動中、不審な死を遂げた。毒殺と言われる。
  - 1495年 - ヴェネツィアでミケロッティ枢機卿暗殺。
  - 1497年6月14日 - アレクサンデル6世の次男ホアン・ボルジア暗殺。黒幕はホアンの実兄チェーザレ・ボルジアと噂された。
  - 1500年7月15日 - ナポリ王子アルフォンソ（チェーザレの妹ルクレツィア・ボルジアの夫）が襲われ、一命は取り留めたが、8月18日に謎の衛兵によって殺害される。
  - 1500年 - チェーザレ・ボルジアの従兄ボルジャ枢機卿、変死。
  - 1502年12月31日 - チェーザレ・ボルジアによるオルシーニ家とヴィテッリ家の抹殺。マジョーネの乱を起こした傭兵隊長（コンドッティエーレ）へ向けて和解を装いオルシーニ家とヴィテッリ家の4人（パオロ・オルシーニ（イタリア語版）、フランチェスコ・オルシーニ（イタリア語版）、ヴィテロッツォ・ヴィテッリ、オリヴェロット・ダ・フェルモ（イタリア語版））を謀殺（シニガッリア事件）。

## 16〜18世紀
- 1507年6月23日 - 細川政元暗殺。犯人は香西元長・竹田孫七・薬師寺長忠ら（永正の錯乱）。
- 1513年5月21日 - 甲斐で河内領主穴山信懸が実子清五郎により暗殺。
- 1521年9月17日 - 播磨・備前・美作守護赤松義村暗殺。犯人は守護代浦上村宗。
- 1526年7月13日 - 細川高国の家臣香西元盛、主君の高国に殺害される。高国の従弟細川尹賢の讒言が原因とされる。
- 1530年6月29日 - 香西元盛の弟柳本賢治暗殺。犯人は浦上村宗の家臣島村貴則の刺客。
- 1531年7月24日 - 細川尹賢、木沢長政により暗殺（自殺説もあり）。
- 1533年7月22日 - 里見実堯、甥の義豊の命によって暗殺。古くは義豊による家督簒奪と言われてきたが、実際には義豊が里見氏の当主であり実堯側に家督簒奪の動きがあったと考えられている。
- 1535年8月10日 - イッポーリト・デ・メディチ枢機卿急死。マラリアとされているが、当時フィレンツェ公アレッサンドロ・デ・メディチの差し金による毒殺とも言われる。
- 1535年12月5日 - 戦国武将松平清康（徳川家康の祖父）、三河を統一直後に阿部正豊により暗殺（森山崩れ）。これによって松平氏は弱体した。
- 1536年8月10日 - フランス王フランソワ1世の長男の王太子フランソワ毒殺。黒幕は不明。次男アンリの妃カトリーヌ・ド・メディシスに嫌疑がかけられるが、結局、犯人は出ず、アンリが王位継承者に選ばれる。
- 1537年1月5日 - 初代フィレンツェ公アレッサンドロ・デ・メディチ暗殺。犯人は弟脈のロレンザッチョことロレンツィーノ・デ・メディチ。これによってコジモ・デ・メディチ以来続く兄脈は断絶し、フィレンツェの支配権は弟脈のコジモ・デ・メディチ（コジモ1世）に移った。
- 1538年3月20日 - 元本願寺の坊官下間頼秀、本願寺第10世法主証如の刺客により近江で暗殺。
- 1538年10月20日 - ウルビーノ公フランチェスコ・マリーア1世・デッラ・ローヴェレ毒殺。
- 1539年7月21日 - 下間頼秀の弟下間頼盛、証如の刺客により堺で暗殺。
- 1541年6月26日 - フランシスコ・ピサロ、リマで暗殺される。
- 1547年9月10日 - 初代パルマ公ピエール・ルイージ・ファルネーゼ、ピアチェンツァで暗殺される。
- 1548年2月26日 - 初代フィレンツェ公を暗殺したロレンザッチョ、ヴェネツィアで第2代フィレンツェ公コジモ1世の放った刺客によって暗殺。
- 1549年3月6日、戦国武将松平広忠（徳川家康の父）、岩松八弥により暗殺（労咳による病死説もある）。
- 1550年2月12日 - 豊後守護大友義鑑、嫡男義鎮の廃嫡に反対する重臣の粛清に乗り出したところ、身の危険を感じた重臣によって逆に暗殺される（二階崩れの変）。
- 1550年7月12日 - 安芸国人毛利元就の家臣井上元有、元就の息子小早川隆景により暗殺。翌13日に元有の弟元重、息子の与四郎、甥の就義や、元有の従兄弟井上元兼と2人の息子就兼・就澄ら他の井上氏一族も暗殺された（ただし粛清を免れた者も多数）。
- 1550年11月5日 - 安芸国人吉川興経・千法師父子暗殺。犯人は毛利元就の家臣熊谷信直・天野隆重。
- 1551年5月5日 - 河内守護代遊佐長教暗殺。犯人は時宗の僧珠阿弥。
- 1551年9月1日・9月2日 - 陶隆房（後の陶晴賢）、主君の大内義隆に謀反を起こし義隆および息子の義尊を殺害（大寧寺の変）。
- 1552年3月23日 - 宗像正氏の正室山田局・宗像氏男の正室菊姫母娘暗殺。首謀者は菊姫の異母弟宗像氏貞を擁立する陶晴賢、実行犯はその命を受けた石松摂津守ら（山田事件）。
- 1554年7月12日 - 尾張守護斯波義統暗殺（自害）。尾張下四郡守護代織田信友の謀反により。
- 1554年11月1日 - 尼子国久、甥の尼子晴久により暗殺。子の尼子誠久らも殺害され新宮党は壊滅した。
- 1555年4月20日 - 織田信友暗殺。犯人は織田信光。
- 1555年11月26日 - 織田信光、家臣坂井孫八郎によって暗殺。
- 1558年11月2日 - 織田信長が弟・織田信勝を暗殺。
- 1563年2月18日 - スコットランド王家の外戚・ギーズ公フランソワ、プロテスタント（ユグノー）に襲撃され重傷を負い、6日後の24日に死亡。
- 1565年5月19日 - 将軍足利義輝暗殺。犯人は三好義継ら（永禄の変）。
- 1566年2月5日 - 三村家親暗殺。宇喜多直家の命を受けた遠藤秀清・俊通兄弟による火縄銃での狙撃。
- 1567年2月10日 - ダーンリー卿ヘンリー・ステュアート殺害。妻のスコットランド女王メアリーとボスウェル伯ジェームズ・ヘップバーンが犯人とされるが、真相は不明。
- 1570年1月11日 - スコットランド王ジェームズ6世の摂政・初代マリ伯爵ジェームズ・ステュアート暗殺。犯人は異母妹の前スコットランド女王メアリーを支持するハミルトン氏族のジェームズ・ハミルトン（英語版）。
- 1576年11月25日 - 北畠具教暗殺。犯人は織田信長の命を受けた藤方朝成ら元家臣（三瀬の変）。
- 1577年2月26日 - 元スウェーデン王エリク14世暗殺。廃位された後獄死したとされていたが、後の調査によりヒ素による暗殺と判明。
- 1578年7月17日 - 山中幸盛暗殺。首謀者は吉川元春。
- 1579年10月11日 - オスマン帝国の大宰相ソコルル・メフメト・パシャ暗殺。
- 1582年6月2日 - 織田信長暗殺（自害）。明智光秀の謀反（本能寺の変）により。
- 1583年2月25日 - 前信濃守護・小笠原長時が会津において家臣の坂西氏により暗殺。
- 1584年3月6日 - 津川義冬・岡田重孝・浅井長時、主君の織田信雄により殺害。
- 1584年7月10日 - オランダ総督、オラニエ公ウィレム1世暗殺。スペイン（カトリック）による刺客。
- 1584年10月8日 - 蘆名盛隆暗殺。犯人は家臣の大庭三左衛門。
- 1585年5月7日 - 千葉邦胤暗殺。犯人は家臣の鍬田万五郎。邦胤が宴席で放屁をした鍬田を皆の面前で叱責したことを恨んでの犯行とする伝説がある。
- 1585年10月8日 - 伊達輝宗（伊達政宗の父）、二本松義継により殺害。事件の内容は諸説あり真相は不明。
- 1588年12月23日 - スコットランド王家の外戚・ギーズ公アンリ1世暗殺。フランス王アンリ3世の刺客。翌24日に弟のルイ・ド・ロレーヌ枢機卿も暗殺。
- 1589年8月2日 - フランス王アンリ3世暗殺。犯人はカトリック教徒ジャック・クレマン。
- 1593年5月30日 - クリストファー・マーロウ殺害。酒場の喧嘩が原因だが、何らかの口封じによる殺害ともいわれる。
- 1599年3月9日 - 島津氏家老伊集院忠棟、伏見の島津屋敷で島津忠恒により暗殺。
- 1600年7月19日 - 戦国武将水野忠重暗殺。犯人は加賀井重望。
- 1600年9月29日 - 津野親忠暗殺。犯人は弟の長宗我部盛親。
- 1602年8月17日 - 伊集院忠棟の長男伊集院忠真、野尻で島津忠恒により暗殺。
- 1603年8月16日 - 最上義康暗殺。実行犯は家臣の土肥半左衛門ら。黒幕は父の最上義光ともいわれる（時期は異説あり）。
- 1605年6月20日 - ロシアツァーリ・フョードル2世、母マリヤ・スクラートヴァ＝ベリスカヤと共に偽ドミトリー1世の命令で暗殺（動乱時代）。
- 1609年2月29日 - 筒井氏旧臣の奈良奉行中坊秀祐、伏見でかつての同僚であった山中氏に暗殺。前年の筒井騒動が原因と見られる。
- 1610年5月14日 - フランス王アンリ4世暗殺。犯人は狂信的なカトリック教徒フランソワ・ラバイヤック。
- 1617年4月24日 - フランス王妃マリー・ド・メディシスの寵臣コンチーノ・コンチーニ、フランス王ルイ13世のクーデターで暗殺。
- 1622年5月20日 - オスマン帝国スルタンオスマン2世、軍制改革に取り組もうとして反対派の軍人達により暗殺。
- 1628年8月10日 - 老中井上正就暗殺。犯人は旗本豊島信満。
- 1628年8月23日 - イングランド王チャールズ1世の寵臣・バッキンガム公ジョージ・ヴィリアーズ、ポーツマスで暗殺。犯人は陸軍士官ジョン・フェルトン。
- 1630年 - 山田長政暗殺。
- 1634年2月25日 - 神聖ローマ帝国軍傭兵隊長アルブレヒト・フォン・ヴァレンシュタイン（ワレンシュタイン）、神聖ローマ帝国軍将校（皇帝派）によって暗殺（ドイツ三十年戦争）。
- 1648年8月18日 - オスマン帝国スルタンイブラヒム暗殺。
- 1671年3月27日 - 陸奥仙台藩家老原田宗輔（原田甲斐）が伊達宗重（伊達安芸）暗殺。寛文事件（伊達騒動）。
- 1680年6月26日 - 丹後宮津藩主永井尚長、増上寺で江戸幕府第4代将軍徳川家綱の法要中に志摩鳥羽藩主内藤忠勝により刺殺。
- 1684年10月7日 - 大老堀田正俊暗殺。犯人は若年寄稲葉正休。
- 1669年10月23日 - アイヌ酋長シャクシャイン暗殺。松前藩による。
- 1703年1月30日 - 吉良義央（上野介）暗殺（赤穂事件）。
- 1718年11月30日 - スウェーデン王カール12世戦死。大北方戦争において流れ弾による戦死という説が広く流布されているが、現在は暗殺の可能性が一番高いとされている。
- 1747年7月20日 - ペルシアのアフシャール朝初代シャー・ナーディル・シャー暗殺。ペルシアは群雄割拠状態となった。
- 1747年8月15日 - 肥後熊本藩主細川宗孝暗殺。犯人は旗本板倉勝該。人違いで殺害されたといわれるが真相は不明。
- 1759年閏7月15日 - 肥後人吉藩主相良頼央が何者かに狙撃され負傷、8月3日に死亡（竹鉄砲事件）。
- 1759年11月29日 - インドのムガル帝国第14代皇帝アーラムギール2世暗殺。犯人は宰相ガーズィー・ウッディーン・ハーン。
- 1762年7月17日 - 前ロシア皇帝・ピョートル3世暗殺。事故死とされているが、妻でロシア女帝エカチェリーナ2世の策謀とも言われている。
- 1764年7月16日 - 元ロシア皇帝・イヴァン6世暗殺。幽閉された監獄の看守による。
- 1784年3月25日 - 若年寄田沼意知、江戸城内において旗本佐野政言に斬りつけられ8日後の4月2日に死亡。
- 1792年3月16日 - スウェーデン王グスタフ3世、劇場で撃たれ13日後の3月29日に死亡（仮面舞踏会）。犯人は元近衛士官ヤコブ・ヨハン・アンカーストレムら。黒幕はハンス・アクセル・フォン・フェルセン伯爵の父フレドリク・アクセル・フォン・フェルセン伯爵であると噂されたが、真相は不明。
- 1793年7月13日 - ジャン＝ポール・マラー暗殺。ジロンド派に影響を受けたシャルロット・コルデー（暗殺の天使）による刺殺。
- 1797年6月17日 - イランのガージャール朝初代シャー・アーガー・モハンマド・シャー、召使により暗殺。
- 1800年6月14日 - フランス第一共和政の軍人ジャン＝バティスト・クレベール、カイロで暗殺。

## 19世紀
- 1801年3月23日 - ロシア皇帝パーヴェル1世、近衛部隊と皇太子アレクサンドル1世のクーデターにより廃位。後、近衛部隊により非業の死を遂げた。
- 1804年4月5日 - フランスのピシュグリュ将軍、タンプル宮殿で変死。オランダ征服者でありながら、ナポレオン暗殺計画に参画したため逮捕されていた。
- 1808年7月28日 - 元オスマン帝国スルタンセリム3世、従弟のムスタファ4世により暗殺。
- 1812年5月11日 - イギリス首相スペンサー・パーシヴァル暗殺。犯人は精神障害者ジョン・ベリンガム（英語版）。
- 1820年2月13日 - フランス王族ベリー公シャルル・フェルディナン・ダルトワ暗殺（後のフランス王シャルル10世の次男）。犯人はボナパルト派のルイ・ピエール・ルヴェル（英語版）。
- 1830年8月27日 - フランス王族コンデ公（ブルボン公）ルイ6世、自宅で変死死体として発見される。

- 1830年6月4日 - 元ボリビア大統領アントニオ・ホセ・デ・スクレ、軍人のアポリナル・モリリョらによって暗殺。
- 1835年7月28日 - 元フランス首相エドゥアール・モルティエ、タンプル大通りに仕掛けられた小銃の一斉射撃を受け死亡。
- 1854年3月27日 - パルマ公カルロ3世暗殺。
- 1860年8月13日 - モンテネグロ公ダニーロ1世暗殺。
- 1865年4月15日 - アメリカ合衆国大統領エイブラハム・リンカーン暗殺（リンカーン大統領暗殺事件）。犯人は俳優のジョン・ウィルクス・ブース。同計画として同時にウィリアム・スワード国務長官が自宅で襲撃されたが、重傷を負わされたものの命は助かっている。
- 1867年11月15日 - 土佐藩脱藩浪士坂本龍馬・中岡慎太郎、近江屋にて暗殺。犯人は佐々木只三郎らとする説が有力。
- 1868年閏4月20日 - 長州藩士世良修蔵暗殺。犯人は仙台藩士姉歯武之進・大槻安広ら。
- 1869年1月5日 - 参与横井小楠暗殺。犯人は反明治政府派。
- 1869年9月4日 - 兵部大輔大村益次郎暗殺。犯人は長州藩士・神代直人。
- 1870年8月22日 - 清の両江総督馬新貽暗殺。犯人は張文祥。
- 1870年12月28日 - スペイン元帥フアン・プリム暗殺（2日後の12月30日に死亡）。犯人不明。
- 1871年1月9日 - 参議広沢真臣暗殺。犯人不明。
- 1872年2月8日 - インド総督・メイヨー伯爵リチャード・ボーク暗殺。犯人はパシュトゥーン人流刑囚。
- 1876年10月24日 - 熊本鎮台司令官種田政明・参謀長高島茂徳ら、敬神党に襲われ殺害。熊本県令安岡良亮も重傷を負い3日後の27日に死亡（神風連の乱）。
- 1878年5月14日 - 内務卿大久保利通暗殺。犯人は旧加賀藩の士族島田一郎ら（紀尾井坂の変）。
- 1881年3月13日 - 爆弾テロによりロシア皇帝アレクサンドル2世暗殺。犯人はナロードニキ。
- 1881年7月2日 - アメリカ合衆国大統領ジェームズ・ガーフィールド、チャールズ・J・ギトーの銃撃を受け9月19日に死亡。重傷だったが、当時の医療ミスなどが重なり落命した（ガーフィールド大統領暗殺事件）。
- 1889年1月30日 - オーストリア＝ハンガリー帝国皇太子ルドルフ変死（マイヤーリンク事件）。心中事件として有名だが、自殺であるという証言はないと言う。最後のオーストリア皇帝カール1世の妃ツィタによる証言。
- 1889年2月11日 - 文部大臣森有礼暗殺（翌12日に死亡）。犯人は国粋主義者西野文太郎。
- 1894年6月24日 - フランス第三共和政大統領マリー・フランソワ・サディ・カルノー暗殺。犯人はアナーキスト。
- 1894年3月28日 - 朝鮮の革命家金玉均、上海で暗殺。犯人は閔妃ら守旧派の刺客・洪鐘宇。
- 1895年10月8日 - 朝鮮王妃閔妃暗殺（乙未事変）。犯人は李周会（自首）、朴銑、尹錫禹。
- 1896年2月11日 - 朝鮮の政治家金弘集、親露派のクーデターにより殺害。
- 1898年9月10日 - オーストリア皇后エリーザベト暗殺（刺殺）。犯人はイタリア人アナーキスト。
- 1900年6月11日 - 清の軍人董福祥の配下兵士が日本公使館の杉山彬書記官を殺害。20日にはドイツ帝国公使クレメンス・フォン・ケーテラー（英語版）も殺害（義和団の乱）。
- 1900年7月29日 - イタリア王ウンベルト1世暗殺。犯人はアナーキスト。
- 1900年8月15日 - 清の第11代皇帝光緒帝の側室珍妃、光緒帝の伯母・西太后の命令を受けた宦官の崔玉貴により殺害。

### 幕末の暗殺
- 安政7年・万延元年（1860年）
  - 1860年1月7日 - イギリス公使館通詞の伝吉、泉岳寺で暗殺。
  - 1860年2月5日 - オランダ船長デ・ヴォスとデッケル、暗殺（オランダ人船長殺害事件）。
  - 1860年3月3日（新暦3月24日） - 大老井伊直弼暗殺。犯人は水戸藩浪士ら（桜田門外の変）。
  - 1860年12月4日（新暦翌1月15日） - アメリカ人通訳ヘンリー・ヒュースケン、薩摩藩士に襲われ暗殺。
- 万延2年・文久元年（1861年）
  - 1861年5月28日 - 松本藩士が、警備に当たっていたイギリス仮公使館に侵入し、イギリス人水兵2名を殺害（第二次東禅寺事件）。標的となった公使オールコックは避難。水戸浪士・有賀重信らを含み14名から成る犯人は、2名斬死・1名重傷のち捕らわれて死亡・3名は後に自刃し、行方をくらました残り8名のうち、黒沢五郎と高畠総次郎は後に坂下門外の変に参加、闘死した。
- 文久2年（1862年）
  - 1862年4月8日（新暦5月4日） - 土佐藩参政吉田東洋暗殺。犯人は土佐勤王党の那須信吾ら。
  - 1862年7月20日 - 九条家の家士島田左近暗殺。犯人は田中新兵衛。
  - 1862年7月25日 - 対馬藩江戸家老・佐須伊織暗殺。犯人は、藩主継嗣問題で対立していた同藩佐幕派・勝井五八郎ら。
  - 1862年8月2日 - 吉田東洋暗殺犯を探っていた土佐藩下横目・井上佐一郎暗殺。犯人は岡田以蔵ら。井上の同僚・岩崎弥太郎は難を逃れた。
  - 1862年8月8日 - 長州清末藩士船越清蔵暗殺。
  - 1862年閏8月20日 - 尊攘派の本間精一郎、暗殺。犯人は岡田以蔵ら。
  - 1862年閏8月22日 - 九条家宇郷重国、暗殺。犯人は岡田以蔵ら。
  - 1862年閏8月30日 - 目明し猿の文吉、暗殺。犯人は岡田以蔵ら。
  - 1862年9月2日 - フランス士官カミュ殺害される（井土ヶ谷事件）。
  - 1862年9月23日 - 京都町奉行所の与力・同心の渡辺金三郎、森孫六、大川原重蔵、上田助之丞ら暗殺（江州石部事件）。
  - 1862年10月20日 - 万里小路家士・小西直記、暗殺。
  - 1862年11月16日 - 長野主膳の妾の子で金閣寺の寺侍・多田帯刀、暗殺。
  - 1862年12月9日 - 赤穂藩急進派、家老森主税、村上真輔ら3人を暗殺。
  - 1862年12月18日 - 知恩院家士・深尾式部、暗殺。
  - 1862年12月19日 - 横井小楠、吉田平之助、襲撃され吉田が死亡。
  - 1862年12月21日 - 和学者塙忠宝と加藤甲次郎、暗殺。犯人は伊藤俊輔ら。
  - 1862年12月22日 - 壬生藩家老・鳥居志摩、暗殺。
- 文久3年（1863年）
  - 1863年1月13日 - 浪士宇野東桜暗殺。犯人は尊王攘夷派と推測されるも、不明。斬奸趣意書には「同志を裏切ったための処刑」とあった。死体は切り刻まれ、無残であったという。
  - 1863年1月14日 - 町役人・林助暗殺。犯人は薩長土尊王攘夷派。
  - 1863年1月21日 - 長州藩士・香川助蔵、暗殺。
  - 1863年1月22日 - 儒学者・池内大学、暗殺。犯人は岡田以蔵ら。
  - 1863年1月28日 - 千種家雑掌・賀川肇、暗殺。
  - 1863年2月6日 - 唐橋村庄屋・宗助暗殺。犯人は土佐藩尊王攘夷派志士。
  - 1863年2月23日 - 足利三代木像梟首事件。これ自体は器物損壊事件ながら、その動機や状況などから京都における暗殺を象徴する事件。
  - 1863年3月18日 - 妙法寺寺役・正淳及び東清寺寺役・光淳暗殺。犯人は天誅組とも土佐藩尊王攘夷派志士とも伝わる。
  - 1863年3月27日 - 岡っ引・丸屋半七の兄、文助暗殺。同時に半七の妻・とみも重傷。犯人は尊王攘夷派と見られる6名。大橋順蔵捕縛に関連し狙われた半七自身は留守だった。
  - 1863年4月3日（新暦5月7日） - 対馬藩家老補佐役大浦教之助子息・申禄及び沢子亨暗殺。藩主継嗣問題や思想対立を動機とし勝井五八郎が首謀、八坂順之助らが実行。
  - 1863年4月8日（新暦5月12日） - 壬生浪士組・殿内義雄暗殺。犯人は近藤勇・沖田総司ら。浪士組の内紛（3月25日説もある）。
  - 1863年4月10日（新暦5月14日） - 勤皇の志士を騙って強請りを働いていた神戸六郎及び岡田周造暗殺。犯人は新徴組。
  - 1863年4月13日（新暦5月30日） - 清河八郎暗殺。犯人は佐々木只三郎、窪田泉太郎ら。
  - 1863年5月18日 - 儒学者・家里新太郎（壬生浪士組・家里次郎の兄）暗殺。犯人は尊王攘夷派。動機は幕府側に情報提供を行っていたことによる。
  - 1863年5月20日（新暦7月5日） - 尊攘派公卿姉小路公知暗殺（朔平門外の変）。犯人は薩摩藩士か。
  - 1863年5月21日 - 徳大寺家家人・滋賀右馬大允暗殺。犯人は尊王攘夷派。
  - 1863年6月25日 - 剣客仏生寺弥助、猪野田玄助暗殺。犯人は長州藩尊王攘夷派。
  - 1863年6月25日 - 植村長兵衛暗殺。壬生浪士を騙っていたため芹沢鴨、新見錦、野口健司らにより殺害との説がある。
  - 1863年7月2日 - 勤皇志士を騙り強請りを行っていた石塚岩雄暗殺。犯人は尊攘派志士、または新選組説もある。この年、こうした偽志士狩りが横行したという。
  - 1863年7月11日 - 華頂家を不正により解雇されていた元役人・森田道意暗殺。犯人は尊攘派。森田はまた、幕府側の密偵であったとされる。
  - 1863年7月23日 - 油商人・八幡屋卯兵衛暗殺。犯人は尊攘派または天誅組。同時に複数の大商人へ「天誅予告」が送られたという。
  - 1863年7月26日 - 吉備津神宮神官・大藤幽叟暗殺。犯人は尊王攘夷派。
  - 1863年8月3日（新暦9月15日） - 生野代官所元締手代・安福大次郎暗殺。
  - 1863年8月10日（新暦9月22日） - 新選組隊士・佐々木愛次郎暗殺。犯人は佐伯又三郎、または長州藩説がある。
  - 1863年8月10日（新暦9月22日） - 新選組隊士・佐伯又三郎暗殺。犯人は芹沢鴨一派、または久坂玄瑞説がある。
  - 1863年8月12日（新暦9月24日） - 西本願寺用人・松井中務暗殺。
  - 1863年8月15日 - 国学者・鈴木重胤暗殺。犯人は尊攘派と思われ、動機は鈴木が廃帝の故事を調べていたためとされた。
  - 1863年9月18日（新暦10月30日） - 新選組局長芹沢鴨、隊士平山五郎暗殺。犯人は近藤勇、土方歳三ら。新選組の内紛事件。
- 元治元年（1864年）
  - 1864年2月26日 - 薩摩藩貿易商・大谷仲之進暗殺。犯人は奇兵隊の永井精一、山本誠一郎、高橋利兵衛。後に永井と山本は自刃、高橋は自首のうえ切腹。
  - 1864年4月23日 - 大坂東町奉行所与力・北角源兵衛暗殺。
  - 1864年5月5日 - 画家・冷泉為恭（狩野永岳の甥）暗殺。犯人は大楽源太郎ら。
  - 1864年5月20日 - 大坂西町奉行所与力・内山彦次郎暗殺。犯人は新選組説が有力。
  - 1864年5月22日 - 京都・会津藩士松田鼎暗殺、鳩首される。犯人は尊攘派浪士とみられる。
  - 1864年6月16日（新暦7月19日） - 一橋家家老・平岡円四郎暗殺。
  - 1864年7月1日 - 富山藩家老・山田嘉膳暗殺。犯人は富山藩士・島田勝摩。
  - 1864年7月6日 - 備前藩の動向を探っていた新選組密偵松山幾之助暗殺。犯人は岡元太郎ら7名。うち岡元ら4名は自訴して赦免された。
  - 1864年7月19日 - 生野の変首謀者の平野国臣、禁門の変の最中に獄中にて正規の刑執行を待たず幕吏により殺害（一般に暗殺に数えられる）。
  - 1864年7月11日（新暦8月12日） - 佐久間象山暗殺。犯人は河上彦斎ら。
  - 1864年10月22日（新暦11月21日） - 鶴岡八幡宮参道前にて英陸軍ボールドウィン少佐及びバード中尉暗殺。犯人は浪人・清水清次と間宮一。両名とも年末までに捕縛の上、斬首。清水の処刑には英通訳アーネスト・サトウが立ち会った（鎌倉事件）。
  - 1864年12月8日 - 尊攘派公卿・中山忠光暗殺。犯人は長州藩俗論党。
  - 1865年7月ごろ - 新撰組勘定方・酒井兵庫暗殺。犯人は沖田総司。
- 慶応2年（1866年）
  - 1866年4月1日（新暦5月15日） - 新選組七番隊長・谷三十郎頓死。一説に斎藤一による暗殺説がある。
  - 1866年5月1日 - 対馬藩佐幕派・八坂順之助及び阿比類嘉助暗殺。犯人は同藩勤皇派・樋口謙之丞ら。
  - 1866年5月2日 - 対馬藩佐幕派の巨頭・勝井五八郎暗殺。犯人は同藩勤皇派。これにより勤皇派が同藩の実権を得るも、樋口も翌年暗殺される。
- 慶応3年（1867年）
  - 1867年2月18日 - 志士渕上郁太郎暗殺。犯人は新選組の伊東甲子太郎・新井忠雄とされてきたが、確証はない。広田彦麿らの犯行とする説もある。
  - 1867年6月13日 - 水戸藩京都警衛指揮役住谷寅之介暗殺。犯人は土佐藩士山本旗郎ら。
  - 1867年6月22日（新暦7月23日） - 新選組五番隊長・武田観柳斎暗殺。犯人は斎藤一・篠原泰之進らか。（9月28日説もある）
  - 1867年7月6日（新暦8月5日） - 英軍艦イカロス号の水兵2名、長崎の路上で泥酔居眠り中に斬殺。犯人は福岡藩士・金子才吉。金子は当日中に藩に出頭、自白の上で自刃するが、事実は福岡藩により隠蔽され、土佐藩に嫌疑がかかった（イカロス号事件）。翌年、大隈重信の調査で真相が発覚。
  - 1867年8月14日（新暦9月11日） - 水戸藩士で一橋家家臣・原市之進暗殺。
  - 1867年9月3日 - 信濃上田藩士で軍学者の赤松小三郎暗殺。犯人は中村半次郎ら。
  - 1867年11月15日（新暦12月10日） - 坂本龍馬、中岡慎太郎暗殺（近江屋事件）。犯人は諸説あるが京都見廻組説が最有力である。
  - 1867年11月18日（新暦12月13日） - 元新選組で御陵衛士（高台寺党）頭・伊東甲子太郎暗殺（油小路事件）。犯人は大石鍬次郎ら。

## 20世紀
- 1901年6月21日 - 元衆議院議長で東京市参事会員星亨、東京市参事会室にて斬殺。犯人は心形刀流師範にして前四谷区学務委員伊庭想太郎。
- 1901年9月6日 - アメリカ合衆国大統領ウィリアム・マッキンリー、狙撃され8日後の9月14日に死亡。犯人はアナーキストレオン・チョルゴッシュ（マッキンリー大統領暗殺事件）。
- 1903年6月11日 - セルビア国王アレクサンダル1世と王妃ドラガ・マシン、青年将校のテロルにより暗殺。首謀者は後の黒手組指導者ドラグーティン・ディミトリエビッチ。
- 1904年6月16日 - フィンランド大公国総督ニコライ・ボブリコフ暗殺。犯人はフィンランド人のシャウマン。ロシア革命の前夜。
- 1904年7月15日 - ロシア帝国内相ヴャチェスラフ・プレーヴェ、爆弾テロにより暗殺。犯人はエスエルのエゴール・サゾーノフ。
- 1905年2月17日 - モスクワ知事セルゲイ・アレクサンドロヴィチ大公、爆弾テロにより暗殺。ロシア革命の機運高まる。
- 1906年4月10日 - 血の日曜日事件時のデモ主導者ゲオルギー・ガポン神父、エスエルによって暗殺される。
- 1908年2月1日 - ポルトガル王カルロス1世、ルイス・フィリペ王太子と共に暗殺。2年後にポルトガル王国はクーデターにより消滅した。
- 1909年10月26日 - 初代内閣総理大臣・韓国統監を務めた伊藤博文が、朝鮮人の安重根によって暗殺された（伊藤博文暗殺事件）。
- 1910年2月20日 - ムハンマド・アリー朝首相ブトロス・ガーリー（元国連事務総長ブトロス・ブトロス＝ガーリの祖父）、暗殺。
- 1911年9月18日 - ロシア首相ピョートル・ストルイピン、キエフの劇場で観劇中に暗殺。犯人はエスエルのユダヤ人ドミトリー・ボグロフ（英語版）。
- 1913年2月22日 - メキシコ大統領フランシスコ・マデロ、クーデターにより暗殺。
- 1913年3月18日 - ギリシャ国王ゲオルギオス1世暗殺。犯人はアレクサンドロス・スヒナス。
- 1913年 - オスマン帝国大宰相シェヴケト・パシャ暗殺。
- 1914年6月28日 - オーストリア帝位継承者フランツ・フェルディナント大公夫妻暗殺。犯人は黒手組のセルビア人青年ガヴリロ・プリンツィプ。ボスニアのサラエヴォにて。第一次世界大戦の引き金となる（サラエヴォ事件）。
- 1914年7月31日 - フランス社会党指導者ジャン・ジョレス、国家主義者により暗殺。
- 1916年10月21日 - オーストリア＝ハンガリー帝国のオーストリア首相カール・フォン・シュテュルク、社会民主党党員フリードリヒ・アドラーによって射殺。
- 1916年12月17日 - ロシアの宗教家グリゴリー・ラスプーチン暗殺。犯人はロマノフ家の一員フェリックス・ユスポフ公。
- 1918年10月31日 - オーストリア＝ハンガリー帝国のハンガリー元首相ティサ・イシュトヴァーン暗殺。二重帝国の崩壊。
- 1919年2月20日 - アフガニスタン王ハビーブッラー・ハーン暗殺。
- 1919年2月21日 - バイエルン州首相クルト・アイスナー、右翼軍人アントン・グラーフ・フォン・アルコ・アオフ・ファーライによって射殺。
- 1919年4月10日 - メキシコ革命の指導者の一人、革命家エミリアーノ・サパタがカランサ派政府軍の将校の計略によって暗殺。
- 1920年5月 - アフガニスタン王ナスルッラー・ハーン、獄中で殺害。
- 1920年5月21日 - メキシコ大統領ベヌスティアーノ・カランサ暗殺。
- 1921年3月15日 - 元オスマン帝国内務大臣兼大宰相タラート・パシャ暗殺。犯人はアルメニア革命連盟党員（タラート・パシャ暗殺事件）。
- 1921年9月28日 - 実業家安田善次郎暗殺。犯人は国粋主義者朝日平吾。
- 1921年11月4日 - 首相原敬、東京駅にて暗殺。犯人は中岡艮一（原敬暗殺事件）。
- 1922年6月24日 - ドイツ外務大臣ヴァルター・ラーテナウが、コンスルのエルヴィン・ケルンらにより暗殺される。
- 1922年7月21日 - 元オスマン帝国海軍大臣ジェマル・パシャ暗殺。犯人はアルメニア革命連盟党員とされるテロリスト。
- 1922年8月22日 - アイルランド首相マイケル・コリンズ暗殺。イギリスとの停戦条約締結反対派による。
- 1922年12月16日 - 初代ポーランド大統領ガブリエル・ナルトヴィチ、右翼青年により暗殺。
- 1923年7月20日 - メキシコの革命家パンチョ・ビリャが友人の子供の名付け親になるため、パラル市に出かけた帰り道で銃撃を受けて暗殺される。
- 1923年9月16日 - 社会運動家大杉栄、愛人伊藤野枝、甥の橘宗一と共に憲兵に連行され殺害。犯人は憲兵大尉甘粕正彦とその部下（甘粕事件）。
- 1924年6月10日 - イタリアの社会主義者ジャコモ・マッテオッティ暗殺。犯人はファシストとされる。
- 1926年5月25日 - ウクライナの民族主義者シモン・ヴァシーリエヴィチ・ペトリューラ、亡命先のパリで暗殺される（シモン・ペトリューラ暗殺事件）。
- 1928年6月4日 - 張作霖爆殺（張作霖爆殺事件）。
- 1929年3月5日 - 労農党代議士山本宣治暗殺。犯人は右翼団体員黒田保久二。
- 1932年2月9日 - 前大蔵大臣井上準之助暗殺（血盟団事件）。
- 1932年3月5日 - 団琢磨暗殺（血盟団事件）。
- 1932年4月29日 - 爆弾テロにより、上海派遣軍司令官白川義則暗殺（上海天長節爆弾事件）。犯人は朝鮮人尹奉吉。
- 1932年5月7日 - フランス大統領ポール・ドゥメール暗殺。犯人はロシア移民パーヴェル・ゴルグロフ（英語版）。
- 1932年5月15日 - 首相犬養毅暗殺。犯人は三上卓以下の海軍青年将校ら（五・一五事件）。
- 1933年11月8日 - アフガニスタン王ムハンマド・ナーディル・シャー暗殺。先代の王アマーヌッラー・ハーンの支持者の手によるもの。
- 1933年11月29日 - ルーマニア王国のドゥカ首相、議会でファシストのコドレアヌ派によって射殺。
- 1934年6月30日 - ナチスSA（突撃隊）指導者エルンスト・レーム暗殺。他にも元ナチ党副党首シュトラッサー、前首相シュライヒャー、国防省次官、ナチスの政敵など。ヒトラーによる粛清（長いナイフの夜）。
- 1934年7月25日 - オーストリア首相エンゲルベルト・ドルフース暗殺。
- 1934年10月9日 - ユーゴスラヴィア王アレクサンダル1世、フランス外務大臣ルイ・バルトゥー（英語版）と共に暗殺。犯人はマケドニア人。
- 1934年12月1日 - ソ連共産党政治局員兼レニングラード・ソビエト議長セルゲイ・キーロフ、元NKVD職員により暗殺。
- 1935年8月12日 - 統制派の中心人物永田鉄山暗殺。犯人は皇道派の青年将校相沢三郎（相沢事件）。
- 1936年2月4日 - NSDAP幹部ヴィルヘルム・グストロフ暗殺。犯人はユダヤ系クロアチア人の医学生ダヴィッド・フランクフルター。
- 1936年2月26日 - 大蔵大臣高橋是清、内大臣斎藤実、教育総監渡辺錠太郎、首相秘書官松尾伝蔵暗殺（二・二六事件）。
- 1938年11月29日 - ルーマニア王国のファシスト・コドレアヌ、国王派によって暗殺。
- 1939年9月20日 - ルーマニア王国のカリネスク首相、鉄衛団によって暗殺。
- 1940年8月21日 - レフ・トロツキー暗殺。スペインの共産主義者のラモン・メルカデルの手によるが、ヨシフ・スターリンが黒幕。
- 1942年5月27日 - ナチスRSHA（国家保安本部）長ラインハルト・ハイドリヒ暗殺（エンスラポイド作戦）。実行犯はチェコ人で編成されたイギリス軍特殊部隊。報復としてリディツェ村虐殺が起こった。
- 1942年12月24日 - フランス海軍提督フランソワ・ダルラン暗殺。犯人はフェルナン・ボニエ・ド・ラ・シャペル（英語版）。
- 1944年11月6日 - カイロでイギリス植民地担当大臣ウォルター・モイン卿暗殺。1941年、彼によりパレスチナへの寄港を拒否された、ユダヤ難民を乗せた船が沈没したことに対するユダヤ人テロ組織レヒの報復。イギリスがパレスチナ問題を国連へ押し付けるきっかけとなった。

### 第二次世界大戦後
- 1946年 - パレスチナ人のシオニズム支持者、ファウズィー・ダルウィーシュ・フサイニー暗殺。犯人はアラブ反シオニスト。
- 1947年7月19日 - ビルマ、アウン・サン将軍暗殺。
- 1948年1月30日 - マハトマ・ガンディー暗殺。犯人は狂信的なヒンドゥー信徒。宗教和平の道遠のく。
- 1948年3月10日 - チェコスロヴァキアのヤン・マサリク外務大臣、外務省の敷地で遺体となって発見される。政府は自殺と発表しているが、秘密警察による暗殺説もある（第3次プラハ窓外投擲事件）[1]。
- 1948年4月9日 - コロンビアの自由党指導者ホルヘ・エリエセル・ガイタンがボゴタの路上で暗殺される。これを機にボゴタ暴動が発生。
- 1948年9月17日 - スウェーデンのベルナドッテ伯（国連パレスチナ調停官）、エルサレムで、ユダヤ人テロリストによって殺害される。
- 1951年7月20日 - ヨルダンのアブドゥッラー1世がアミーン・アル・フサイニーによって暗殺される。
- 1956年9月29日 - ニカラグア大統領アナスタシオ・ソモサ・ガルシア暗殺。
- 1957年7月26日 - グアテマラ大統領カスティージョ・アルマス（en）、警備兵により射殺。
- 1959年9月26日 - セイロン（現スリランカ）の首相ソロモン・バンダラナイケが仏教僧に暗殺。
- 1960年10月12日 - 浅沼稲次郎社会党委員長暗殺（立会演説会で刺される）。犯人は右翼少年の山口二矢（浅沼稲次郎暗殺事件）。
- 1963年9月27日 - 安藤組組長代行・花形敬が、料亭「仙寅」前の路上で、東声会の刺客2人に刺殺される（花形敬刺殺事件）。
- 1963年11月1日 - ヴェトナム共和国（南ヴェトナム）大統領ゴ・ディン・ジエム暗殺。国軍の軍事クーデターによるが、黒幕のジョン・F・ケネディ大統領の指示があったとされる。
- 1963年11月22日 - ケネディ大統領暗殺。犯人は米政府公式発表によるとリー・ハーベイ・オズワルドとされている（ケネディ大統領暗殺事件）。
- 1965年2月21日 - マルコムX暗殺。
- 1968年4月4日 - キング牧師暗殺。
- 1968年6月5日 - ロバート・ケネディ司法長官暗殺。犯人はサーハン・ベシャラ・サーハン（ロバート・ケネディ暗殺事件）。
- 1971年9月13日 - 中国共産党の実力者林彪、飛行機事故により死亡（林彪事件）。毛沢東による粛清とみられる。
- 1972年 - 1979年 - 1972年9月にミュンヘンオリンピック事件が発生。イスラエルは報復として、約7年間の間に20名のテロリスト幹部を暗殺。
- 1973年12月20日 - スペインのルイス・カレロ＝ブランコ首相暗殺。ETAの爆弾テロによる。
- 1975年3月25日 - サウジアラビアのファイサル国王暗殺される。犯人は甥のムサーイド王子。
- 1975年8月27日 - 元エチオピア帝国皇帝ハイレ・セラシエ1世暗殺。犯人はメンギスツ・ハイレ・マリアムとされる。
- 1977年9月 - 西独赤軍派、経営者連盟会長シュライヤーを誘拐・暗殺。
- 1978年5月9日 - イタリアのアルド・モーロ前首相、誘拐・暗殺される。極左組織赤い旅団による。
- 1978年11月27日 - アメリカ・サンフランシスコ市市議会議員で、初のオープン・ゲイ公職者のハーヴェイ・ミルクが暗殺される。犯人は同市議のダン・ホワイト（英語版）。
- 1979年8月27日 - アイルランドで英国王室のルイス・マウントバッテン卿暗殺。IRA暫定派の爆弾テロによる。
- 1979年10月26日 - 韓国・朴正煕大統領、暗殺される。KCIAの金載圭部長による（朴正煕暗殺事件）。
- 1980年9月 - ニカラグア前大統領のアナスタシオ・ソモサ・デバイレ、亡命先で暗殺される。
- 1980年12月8日 - ジョン・レノン暗殺。犯人はマーク・チャップマン。
- 1981年10月6日 - エジプト・サーダート大統領暗殺。犯人はジハード団のハリド・イスランブリ。
- 1982年4月30日 - イタリア・シチリア共産党党首ピオ・ラトーレ暗殺。犯人はシチリア・マフィア。
- 1982年6月17日 - イタリアの銀行家ロベルト・カルヴィ暗殺。バチカン金融スキャンダル。
- 1982年9月14日 - レバノン大統領就任直前にキリスト教マロン派のバシール・ジュマイエル暗殺。
- 1983年8月21日 - ベニグノ・アキノ元フィリピン上院議員がマニラ国際空港に到着後射殺される（ベニグノ・アキノ・ジュニア暗殺事件（英語版））。
- 1984年10月31日 - インド首相インディラ・ガンディー暗殺。犯人はシク教徒の警官。報復として、3000人のシク教徒がヒンドゥー教徒に虐殺された。
- 1985年6月18日 - 豊田商事会長永野一男が、大阪市の自宅マンションに乗り込んできた2人組に刺殺される（豊田商事会長刺殺事件）。
- 1986年2月28日- スウェーデンのオロフ・パルメ首相暗殺される。犯人はクリステル・ペターション、暗殺の背後にKGBが絡んでいる可能性があるとスウェーデンの新聞等で報じられたが、KGBはこれを否定した。
- 1986年10月6日 - 福岡県田川郡大任町で崎野正規町長が射殺される。
- 1988年2月16日 - 俳優・スリランカ人民党党首ウィジャヤ・クマーラトゥンガ暗殺。
- 1988年9月26日 - UNP政府閣僚ライオネル・ジャヤティルケ暗殺。犯人は人民解放戦線の狙撃手。
- 1989年8月18日 - コロンビアの政治家ルイス・カルロス・ガラン・サルミエントが、大統領選挙でボゴタ近郊を遊説中、メデジン・カルテルのジョン・ハイロ・ベラスケスらに射殺される。
- 1089年11月4日 - 坂本堤弁護士とその家族が暗殺される。犯人はオウム真理教。
- 1990年3月22日 - スーパーガンを開発しイラクに提供したカナダの科学者ジェラルド・ブル博士が、ブリュッセルの自宅前で射殺される。犯人は不明だがモサッド、アメリカ中央情報局（CIA）とも。
- 1990年11月5日 - ニューヨーク・マンハッタンホテルでイスラエルの極右政党「JDL」党首、メイル・カハネ暗殺。イスラエルのヒトラーと呼ばれ、イスラエル人の大多数からは危険視されていた。
- 1991年5月21日 - インド首相ラジーヴ・ガンディー暗殺。犯人はタミル人。
- 1991年7月12日 - 小説「悪魔の詩」の訳者、五十嵐一（筑波大助教授）が大学構内で刺殺（悪魔の詩訳者殺人事件）。犯人は未だに不明だが、シーア派イスラム教徒による処刑という説が有力である。
- 1992年5月23日 - イタリア治安判事ジョヴァンニ・ファルコーネ暗殺。犯人はシチリア・マフィア。
- 1992年7月19日 - イタリアの治安判事パオロ・ボルセリーノ暗殺。犯人はシチリア・マフィア。
- 1993年5月1日 - スリランカ大統領ラナシンハ・プレマダーサ暗殺。
- 1994年4月6日 - ルワンダ大統領ジュベナール・ハビャリマナ、ブルンジ大統領シプリアン・ンタリャミラなど両国の要人が乗った大統領専用機が撃墜され、全員が死亡した（ハビャリマナとンタリャミラ両大統領暗殺事件）。
- 1995年3月27日 - イタリアのグッチ一族のマウリツィオ・グッチがグッチの本社のエントランスホールで妻のパトリシィアが雇ったマフィアに射殺される。
- 1995年4月23日 - オウム真理教幹部村井秀夫刺殺（村井秀夫刺殺事件）。
- 1995年11月4日 - イスラエル首相イツハク・ラビン暗殺。犯人はユダヤ人宗教右派のイガール・アミル。パレスチナ和平への道が遠のく。
- 1996年9月8日 - ヒップホップMCである2Pacが何者かによって殺害される。
- 1999年10月26日 - アルメニア首相ヴァズゲン・サルキシャンを含む8名が、議会に乱入した武装テロリストによって暗殺。

## 21世紀
- 2001年1月16日 - コンゴ民主共和国のローラン・カビラ大統領が護衛の兵士に撃たれ暗殺された。
- 2001年6月1日 - ネパール国王ビレンドラ暗殺。宮廷晩餐会の席上、長男で皇太子のディペンドラにより銃撃され死亡したとされるが、王位を継承した弟のギャネンドラによるクーデターの可能性が疑われている（ネパール王族殺害事件）。
- 2001年7月25日 - インドの政治家で元盗賊、プーラン・デーヴィー暗殺。
- 2001年8月27日 - 過激なテロを計画・実行させたとされるパレスチナの強硬派、アブ・アリ・ムスタファPFLP議長暗殺。イスラエル軍によるもの。
- 2001年9月9日 - アフガニスタン北部同盟のマスード司令官暗殺。犯人名不明。国際テロ組織アルカーイダの関与の疑いが持たれている。
- 2001年10月17日 - イスラエルのレハバム・ゼエビ観光相暗殺。犯人はパレスチナ解放人民戦線（PFLP）。「アブ・アリ・ムスタファ暗殺の報復」と犯行声明。
- 2002年2月22日 - アンゴラのアンゴラ全面独立民族同盟（UNITA）指導者ジョナス・サヴィンビ暗殺。
- 2002年2月14日 - アフガニスタン暫定政府アブドゥル・ラフマン航空相暗殺。
- 2002年3月20日 - ロシア・チェチェン武装勢力ハッターブ司令官暗殺。ロシア連邦保安局による。
- 2002年5月6日 - オランダの極右党党首ピム・フォルタイン暗殺。エコロジストによる。
- 2002年7月6日 - アフガニスタン暫定政府アブドル・カディル副大統領暗殺。
- 2002年9月11日 - インド・カシミール州法相ムシュタク・ロン暗殺。
- 2002年10月25日 - 民主党の現役衆議院議員・石井紘基暗殺（石井紘基刺殺事件）。
- 2003年1月25日 - ロムロ・キンタナール元新人民軍司令官暗殺。フィリピン共産党和平派のカー・ロジャーの指令による殺害とされる。
- 2003年3月12日 - ゾラン・ジンジッチ・セルビア共和国首相暗殺。スロボダン・ミロシェヴィッチ前ユーゴ連邦大統領を退陣に追い込んだ中心人物。
- 2003年3月 - イラク戦争に伴い、アメリカ中央情報局（CIA）、米軍特殊部隊で構成される特殊任務部隊がイラク国内に潜入、要人暗殺などの作戦を展開、数名のイラク高官を暗殺と報道（ワシントン・ポスト紙）。
- 2003年8月21日 - パレスチナのハマース指導者イスマイル・アブー＝シャナブ暗殺。イスラエル軍によるもの。ハマースがバスの中で自爆攻撃を行い、女性・子供を含む計20人を殺害したためとの説明。
- 2003年8月29日 -  イラク・イスラム革命最高評議会ムハンマド・バーキル・ハキーム師暗殺。
- 2003年9月10日 - スウェーデンのアンナ・リンド（Anna Lindh）外務大臣暗殺。セルビア系移民ミハイロ・ミハイロヴィッチ容疑者が自供。
- 2003年10月26日 - イラク・バグダード副市長ファリス・アルアッサム暗殺。
- 2003年 - イラク暫定内閣教育省の現地代表マフムード・カディム暗殺。
- 2004年3月22日 - パレスチナのハマース創設者アフマド・ヤースィーン師暗殺。イスラエル軍ヘリの空爆による。
- 2004年4月17日 - ヤースィーン死後ハマースの後継指導者を宣言していた幹部ランティースィー暗殺。同じくイスラエル軍ヘリの空爆による。
- 2004年5月9日 - チェチェン共和国大統領アフマド・カディロフ暗殺。チェチェン武装勢力は、犯行はロシアの自作自演と主張したが、後に犯行声明を出した。
- 2004年5月17日 - イラク統治評議会議長イッズッディーン・サリーム暗殺。
- 2004年11月2日 - オランダの映画監督テオ・ファン・ゴッホ、在オランダイスラーム移民によって早朝に殺害される。
- 2005年1月4日 - イラク・バグダード州のアリー・ハイダリー州知事暗殺。アルカーイダ系武装組織が犯行声明。
- 2005年2月14日 - レバノンのラフィーク・ハリーリー前首相が爆弾テロにより暗殺（英語版）。
- 2005年8月12日 - スリランカ外務大臣ラクシュマン・カディルガマル、自宅で銃撃され死亡。タミル人反政府武装勢力「タミル・イーラム解放のトラ（LTTE）」の犯行の可能性が高いとみられているが、LTTEは否定した。
- 2005年9月7日 - パレスチナ自治政府元軍情報警察長官ムーサ・アラファト（アラファト議長の従弟）、自宅で武装パレスチナ人に殺害される。
- 2006年10月7日 - ロシアのプーチン政権に対する批判的論陣で知られたジャーナリスト・アンナ・ポリトコフスカヤ、モスクワ市内の自宅アパート建物エレベーター内で射殺。監視カメラの映像より、チェチェン人2名が逮捕される。
- 2006年11月23日 - 元ロシア情報将校アレクサンドル・リトビネンコ、ロンドンで中毒死。体内で放射性物質ポロニウムが検出された。元KGB出身のロシア人ビジネスマンや、プーチン政権と対立するユダヤ系ロシア人の政商などの関与説が流れる。
- 2007年1月19日 - トルコ国内でアルメニア人虐殺を告発する活動をしていたジャーナリストのフラント・ディンクが民族主義者の青年により銃撃され死亡（フラント・ディンク暗殺事件）。
- 2007年4月17日 - 選挙運動中の長崎市長伊藤一長が、山口組系暴力団員の男に銃撃され、翌日に死亡（長崎市長射殺事件）。
- 2007年12月27日 - パキスタン植民地独立後のイスラーム圏初の女性首相であったベーナズィール・ブットー元首相が演説後、テロリストの男により銃撃され死亡。
- 2008年11月18日 - 山口剛彦元厚生事務次官が自宅で夫人とともに殺害される（元厚生事務次官宅連続襲撃事件）。
- 2009年1月1日 - パレスチナのハマースジャバーリヤー地区指導者ニザール・ラヤーン暗殺。イスラエル軍の空爆によるもの。妻と2人の子供と共に死亡。
- 2009年1月15日 - パレスチナガザ政府内務大臣サイード・シヤーム、同じくイスラエル軍の空爆により死亡。
- 2009年3月2日 - ギニアビサウ共和国で、反乱軍兵士が大統領自宅を襲撃しジョアン・ヴィエイラ大統領を殺害する事件が起きた。
- 2010年1月20日 - パレスチナのハマース軍事部門創設者マフムード・マブーフ、アラブ首長国連邦のドバイで暗殺。モサド関与の疑い。
- 2011年1月4日 - パキスタンのサルマン・タシールパンジャブ州知事が自身のSPに銃撃され死亡した（タシール知事暗殺事件）。
- 2011年5月1日 - サウジアラビア出身のアルカーイダ指導者、ウサーマ・ビン・ラーディンがアメリカ軍により殺害される（ウサーマ・ビン・ラーディンの殺害）。
- 2011年9月20日 - ラバニアフガニスタン元大統領が武装勢力タリバンに殺害される。
- 2012年7月18日 - シリアの首都ダマスカスにある治安司令本部が反政府武装勢力自由シリア軍による爆弾攻撃を受け、ダウド・ラジハ（英語版）国防相、アースィフ・シャウカト副国防相、ハッサン・トルクマニ（英語版）元国防相らが死亡した。
- 2012年11月14日 - ハマース軍事部門参謀長アフマド・アル＝ジャアバリー暗殺。イスラエル軍の空爆によるもの。
- 2013年12月19日 - 王将フードサービスの社長であった大東隆行が京都市山科区の本社前で射殺される（王将社長射殺事件）。
- 2014年8月21日 - ハマースガザ地区南部指導者ムハンマド・アブー・シャンマラ、ハマース軍事部門司令官ラアド・アッタール、同軍事部門幹部ムハンマド・バルフームの3人、イスラエル軍による空爆で共に死亡。
- 2015年2月27日 - ロシアのボリス・ネムツォフ元第一副首相暗殺。
- 2016年6月16日 - 労働党所属のジョー・コックスイギリス庶民院議員が、ウェスト・ヨークシャー州リーズ近郊でイギリスの欧州連合離脱是非を問う国民投票の反対集会準備中に、銃撃の後刃物で複数回刺され殺害された。
- 2016年12月19日 - アンドレイ・カルロフロシア駐トルコ大使が、トルコ首都アンカラの写真展覧会会場でスピーチを行っていた際に警察官の男に銃撃され死亡した（アンドレイ・カルロフ暗殺事件）。
- 2017年1月1日 - ブルンジのエマニュエル・ニヨンクル（フランス語版）水・環境・土地整備・都市計画相が、首都ブジュンブラで射殺された。
- 2017年2月5日 - ウクライナからの独立を目指す武装勢力ルガンスク人民共和国の軍事部門トップのオレグ・アナシチェンコが自動車爆弾で爆殺される。[2]
- 2017年2月8日 - ウクライナからの独立を目指す武装勢力ドネツク人民共和国のソマリア大隊の指揮官ミハイル・トルスティクがドネツク市内の自身の事務所で勤務中 RPO シュメーリロケットランチャーによる攻撃で暗殺された。SBUの犯行とされる。[3]
- 2017年2月13日 - 朝鮮民主主義人民共和国 (北朝鮮) の第2代最高指導者金正日の長男である金正男が、マレーシア・クアラルンプール国際空港からマカオに出国する際、空港内で北朝鮮の工作員とみられる人物から依頼された女2人に猛毒のVXガスで毒殺された（金正男暗殺事件）。
- 2017年3月23日 - ウクライナに亡命していたデニス・ボロネンコフ（英語版）元ロシア下院議員が、首都キエフ中心部で銃撃され殺害された。実行犯はボディーガードと銃撃戦の末現場で拘束されたが、その後病院で死亡した。ボロネンコフはロシア連邦共産党に所属し、ロシア政府やプーチン大統領への批判的な発言で知られていた。
- 2017年10月16日 - パナマ文書流出によって発覚した、マルタのジョゼフ・ムスカット首相の妻、同国官房長官や首席補佐官の汚職疑惑を追及してきた著名なジャーナリスト・ダフネ・カルーアナ・ガリジアが、自宅近くで自動車に仕掛けられた爆弾により爆殺された。
- 2017年12月4日 - 2日前にサウジアラビア主導の連合軍との関係改善を訴え内戦における反政府武装組織フーシとの関係解消を発表していたアリー・アブドッラー・サーレハ前イエメン大統領が、乗っていた車をフーシの戦闘員から襲撃され射殺された。
- 2018年2月25日 - スロバキアで活動する複数のイタリア人実業家とマフィア「ンドランゲタ」との政治的癒着疑惑について公表しようとしていたジャーナリストのヤン・クツィアクが自宅で婚約者とともに遺体で発見された。
- 2018年10月2日 - サウジアラビアのジャーナリストのジャマル・カショギがトルコのサウジアラビア総領事館で死亡した事件について、トルコ大統領は「殺害」と認定した[4]。
- 2021年7月7日 - ハイチのジョブネル・モイーズ大統領が、自宅を武装集団に襲撃され射殺された（ジョブネル・モイーズ暗殺事件）。
- 2022年6月24日 - ウクライナのヘルソンでロシアからヘルソン州軍民政府の家族・若者・スポーツ局長に任命されていたドミトロー・サウルチェンコが自動車爆弾により爆殺される。[5]
- 2022年7月8日 - 奈良市大和西大寺駅前で、選挙演説中に元内閣総理大臣の安倍晋三衆議院議員が世界平和統一家庭連合に恨みを持つ男に銃撃を受け死亡した（安倍晋三銃撃事件）。
- 2022年8月29日 - ウクライナのヘルソンで、ロシアからヘルソン州軍民政府の副首相に任命されていた元ウクライナ国会議員エフゲニー・コヴァリョフ（ウクライナ語版）（国民の僕所属)が自宅で射殺される。コヴァリョフは6月にも自動車爆弾で負傷していた。[6]
- 2022年9月16日 - ロシアの傀儡国家ルガンスク人民共和国のセルゲイ・ゴレンコ（ロシア語版）検事総長とエカテリーナ・ステグレンコ検事副総長が検事総長室に持ち込まれた小包爆弾により爆殺される[7]
- 2023年4月2日 - ロシアの軍事ブロガーのウラドレン・タタルスキー(本名 マキシム・フォミン）がサンクトペテルブルクのカフェで開いた自身の講演会で贈られた彫像に仕掛けられた爆弾により爆殺される。[8]
- 2023年7月10日 - ロシアのキロ級潜水艦の元艦長スタニスラフ・ルジツキーがクラスノダールでジョギング中に銃撃され死亡した。[9]
- 2023年11月8日 - ロシアの傀儡国家ルガンスク人民共和国の国会議員で軍の指揮官も務めていたミハイル・フィリポネンコが自家用車に仕掛けらた爆弾により爆殺される。GURによる犯行とされる。[10]
- 2023年12月6日 - ロシアの傀儡国家ルガンスク人民共和国の国会議員オレグ・ポポフが自家用車に仕掛けられ爆弾により爆殺される。SBUによる犯行。[11]
- 2023年12月6日 - モスクワの住宅街でロシアに亡命していたウクライナの元国会議員イリア・キバ（ウクライナ語版）が射殺される。SBUが関与したとされる。[12]
- 2024年1月2日 - レバノンの首都ベイルートでハマースの政治局副局長サレハ・アル・アロウリら幹部7人がイスラエル軍の攻撃により死亡[13]
- 2024年2月3日 - ウクライナのリシチャンシクにおいてロシアの傀儡国家ルガンスク人民共和国の非常事態省長官アレクセイ・ポテレシチェンコ（ウクライナ語版）が出席していたパーティ会場のレストランにウクライナ軍のHIMARS攻撃を受け死亡した。[14]
- 2024年2月21日 - スペインの都市アリカンテで、ウクライナに亡命したロシア連邦軍の元ヘリコプターパイロットマクシム・クジミノフが射殺される。FSBによる犯行とされる。[15]
- 2024年7月19日 - ウクライナのリヴィウでウクライナの元国会議員イリナ・ファリオン（ウクライナ語版）（全ウクライナ連合「祖国」所属）が自宅近くで銃撃され死亡する。[16]
- 2024年7月31日 - パレスチナのイスラム組織ハマースの最高指導者イスマイル・ハニヤが訪問先のイランの首都テヘランで殺害された。イランのマスウード・ペゼシュキヤーン大統領の就任宣誓式出席のため同国を訪れていた（イスマーイール・ハニーヤの暗殺）。[17]
- 2024年9月27日 - レバノンのシーア派武装組織ヒズボラの指導者ハサン・ナスララがイスラエル軍の空爆により殺害される(ハサン・ナスララの死)。[18]
- 2024年9月27日 - モスクワでロシア連邦軍のドローン訓練センターの副センター長アレクセイ・コロメイツェフ大佐が銃撃され死亡した。[19]
- 2024年10月16日 - モスクワでロシア連邦軍特殊作戦部隊訓練センターの副司令官ニキータ・クレンコフ大佐が自家用車を運転中に至近距離から発砲され死亡。[20]
- 2024年10月19日 - ロシア占領下のルハーンシク州のルハーンシクでロシア連邦軍のドミトリー・ペルヴハ少佐が自家用車に仕掛けられた爆弾により爆殺される。[21]
- 2024年10月23日 - ヒズボラの後継指導者候補ハーシム・サフィーッディーン（英語版）がイスラエルの空爆によって死亡した[22]。
- 2024年11月13日 - クリミア半島のセヴァストポリで黒海艦隊第41ミサイル艦旅団の参謀長ヴァレリー・トランコフスキー大佐が自動車爆弾により爆殺される。SBUの関与が疑われる。[23]
- 2024年11月17日 - レバノンのベイルートでヒズボラの報道官モハメド・アフィフがイスラエルの空爆により死亡。[24]
- 2024年12月9日 - ドネツクで車が爆発し、同州のイエレノボというコロニーの責任者セルゲイ・エフシコフが死亡[25]
- 2024年12月12日 - モスクワでロシアのミサイル開発の部門責任者ミハイル・シャツキーが射殺される。GURの関与が疑われる。[26]
- 2024年12月17日 - モスクワでロシア連邦軍NBC防護部隊（英語版）司令官イーゴリ・キリロフ中将とその副官イリヤ・ポリカルポフ少佐が自宅付近で電動キックボードに仕掛けられた爆弾により爆殺される。SBUによる犯行。[27]
- 2025年1月3日 - ロシア連邦イヴァノヴォ州シューヤ市でロシア連邦陸軍第112親衛ミサイル旅団の中隊指揮官コスタンチン・ナガイコ大尉が小包爆弾により爆殺される。ナガイコ大尉は民間人59人が死亡したウクライナハルキウ州のホロザ村へミサイル攻撃（ウクライナ語版）へ関与したとされそれへの報復とされる。[28]
- 2025年2月3日 - モスクワ州で親露派武装勢力の1つアルバート大隊の創設者アルメン・サルキシャンとそのボディーガードが自宅マンションのロビーに設置されていたソファに仕掛けられた爆弾により爆殺される。[29]
- 2025年4月17日 - ロシア連邦ブリャンスクで対空電子戦システムクラスハの近代化改修に関わっていた主任設計者エフゲニー・ルティコフが同僚共に自動車爆弾で爆殺される。[30]
- 2025年4月25日 - モスクワ州バラシハでロシア連邦軍参謀本部作戦総局（ロシア語版）次長ヤロスラフ・モスカリク（ロシア語版）中将が自動車爆弾で爆殺される。[31]
- 2025年5月21日 - マドリード郊外で元ウクライナ大統領府副長官のアンドリー・ポルトノフ（ウクライナ語版）が射殺される。ポルトノフ氏はヴィクトル・ヤヌコーヴィチ元大統領の側近で親露派として知られていた。[32]
- 2025年5月29日 - ロシア連邦スタヴロポリ市で同市のザウル・グルツィエフ副市長が手榴弾を使った自爆攻撃により死亡。グルツィエフ副市長はロシア航空宇宙軍の元少佐でウクライナのマリウポリ市に対する空爆を指揮し、民間人の避難していた劇場への空爆にも関与したとされる[33]。
- 2025年7月10日 - ウクライナの首都キーウでSBU所属のイヴァン・ヴォロニッチ大佐が何者かに射殺される。同氏は蜘蛛の巣作戦に関与したとされる。[34]。